# Korckwitz (Adelsgeschlecht)

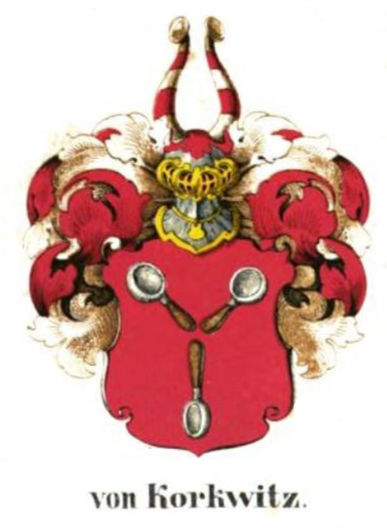
Wappen derer von Korckwitz im Schlesischen Wappenbuch

Korckwitz oder Korkwitz ist der Name eines erloschenen schlesischen Adelsgeschlechts.

## Geschichte
Das Geschlecht stammt aus dem Fürstentum Münsterberg, wo es auch mehrfach begütert war. Späterhin machte sich die Familie auch in anderen Regionen Schlesiens, schließlich mit Ernst Wilhelm Benjamin von Korckwitz (1744–1802) auch im westpreußischen Kreis Marienwerder grundgessen.

## Wappen
Das Wappen zeigt in Rot drei in Schächerkreuz gestellte silberne Löffel. Auf dem Helm mit rot-silbernen Decken silberne Büffelhörner je belegt mit zwei roten Balken.

## Angehörige
- Carl Friedrich Wilhelm von Korckwitz (1738–1809), preußischer Landrat im Kreis Brieg[3]
- Christian Wilhelm von Korckwitz (1743–1819), preußischer Polizeibürgermeister in Görlitz
- Ernst Wilhelm Benjamin von Korckwitz (1744–1802), preußischer Präsident der Kriegs- und Domänenkammer in Marienwerder
- Friedrich Wilhelm von Korckwitz († 1815), Landesältester im Fürstentum Oels
- Wilhelm Karl Lebrecht von Korckwitz (1765–1828), preußischer Kriegs- und Domänenrat
- Selma von Korckwitz (1811–1874) aus dem Hause Lampersdorf, 1831 verehelichte Prittwitz und Gaffron[4]

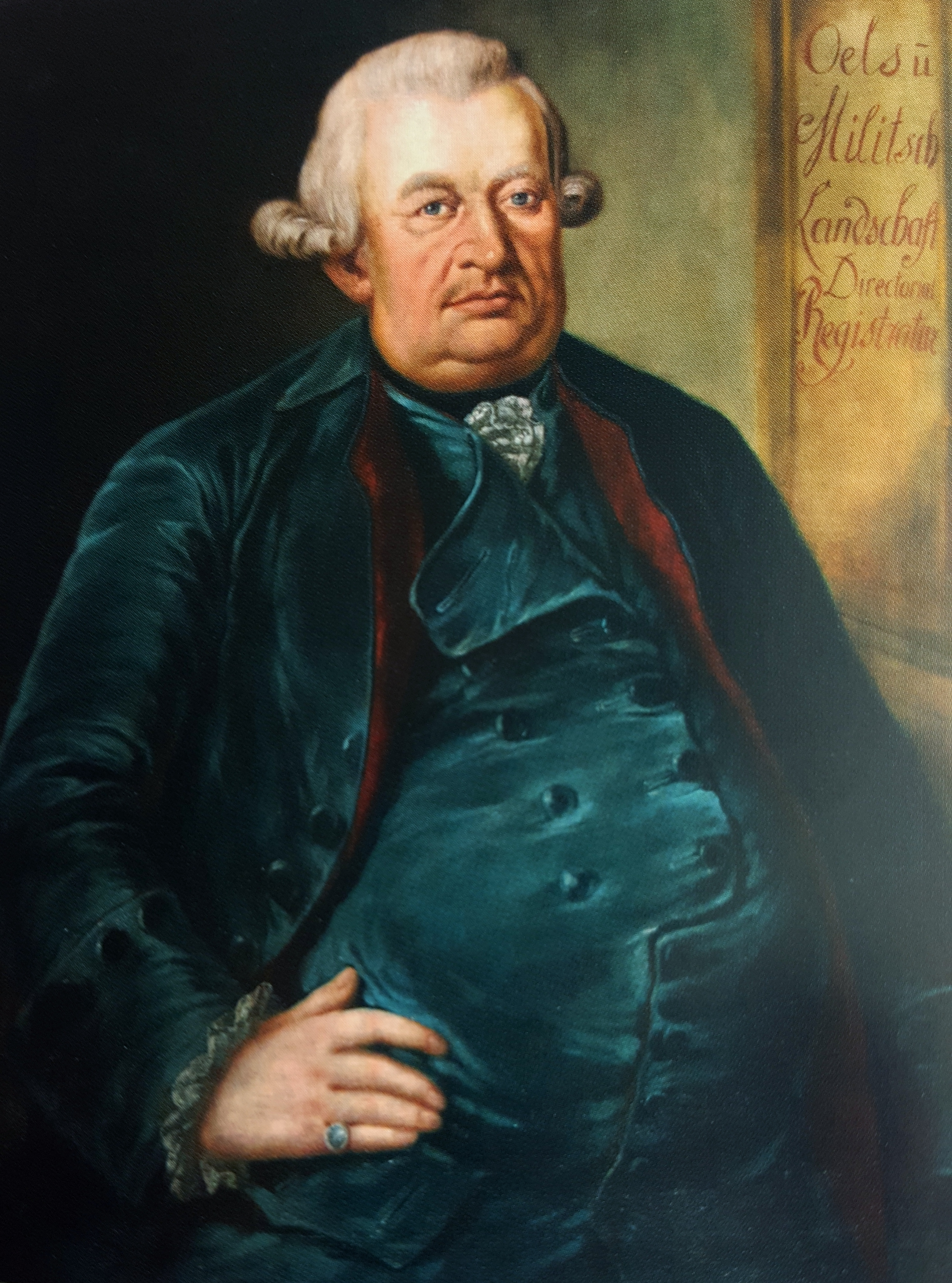
Ludwig von Korkwitz, Porträt von Isaak Braband (1775)